# Picrospora achlyota
Picrospora achlyota är en fjärilsart som beskrevs av Edward Meyrick 1926. Picrospora achlyota ingår i släktet Picrospora och familjen säckspinnare. Inga underarter finns listade i Catalogue of Life.